# Переяславское княжество
Переясла́вское кня́жество — русское княжество XI—XIV веков, располагавшееся на границе со степью на левом берегу Днепра. Изначально было населено северянами, полянами и, частично, уличами. Столицей княжества был город Переяславль (ныне Переяслав).

## География
Переяславское княжество служило «оплечьем» древнего Киева от нападений степняков, занимало область по Трубежу, Супою и Суле до Ворсклы, простираясь до верховьев этих рек. На западе оно примыкало к Киевскому княжеству, расположенному на правой стороне Днепра, на севере граничило с Черниговским княжеством. С южной и восточной стороны граница изменялась соответственно ходу русско-половецких войн (от Сулы в середине XI века до Самары в конце XII века). Значительную роль в обороне не только Переяславского княжества, но и всей южной Руси, играла Посульская оборонительная линия — цепочка сторожевых крепостей по реке Суле. Именно с ней связано первое летописное упоминание термина «украина», позже ставшего основой более обширного топонима. В состав Посульской оборонительной линии входили крепости и города Воинь, Желни, Горошин, Снепород, Лубен, Лукомль, Кснятин, Ромен, Песочен, Синеч, Вьяхань, Попаш. Среди других городов Переяславского княжества — Городец Остёрский, Полкостень, Бронькняж, Баруч, Русотина, Малотин, Прилук, Варин, Голтав, Устье, Переволока, Лтава, Серебряный, Дмитров, Донец, Пирятин, Носов.

## История
При сыне Владимира, позже Святого, Мстиславе Тмутараканском, было положено начало Северской земле, как особой области, но настоящим основателем этого княжества был сын Ярослава Мудрого Святослав. При нем из области северян выделилось особое Переяславское княжество на Посулье. А по разделу Ярослава Мудрого Переяславское княжество, к которому тогда принадлежала и Ростово-Суздальская земля, досталось Всеволоду Ярославичу.
С самого начала его создания Переяславское княжество подвергалось нападениям половцев, тормозившим его социально-экономическое развитие и определявшим военный характер его жизненного уклада. Основная часть обязанностей переяславских князей заключалась в организации обороны и укреплении границ Руси.
В конце XI столетия, в эпоху междоусобной борьбы Владимира Мономаха со Святославичами, к Переяславскому княжению принадлежала также область на левом берегу Сейма с городом Вырем. Со времен Мономаха оно иногда считалось ступенью к княжению в Киеве. Кафедральным собором переяславской епархии и усыпальницей переяславских князей с 1090 года служил Михайловский собор, один из крупнейших на Руси.
Всеволод Ольгович хотел отнять Переяславское княжество у Андрея Владимировича, но потерпел неудачу (1140 год), и Переяславское княжество осталось в роду Мономаха. Во время междоусобной борьбы (войны) Изяслава Мстиславича с Юрием Долгоруким оно переходило то к сыну Изяслава, то к сыну Юрия, но затем обособилось от Киева. После Глеба Юрьевича в Переяславле сидел в Киеве его сын Владимир (1169—1187), упоминаемый в «Слове о Полку Игореве».
В последующее время в Переяславль отправляли своих сыновей и братьев суздальские князья: Всеволод Большое гнездо — Ярослава Мстиславича, сына Ярослава (1201), Юрий Всеволодович — брата Владимира (1213—1215), потом Святослава (1228).

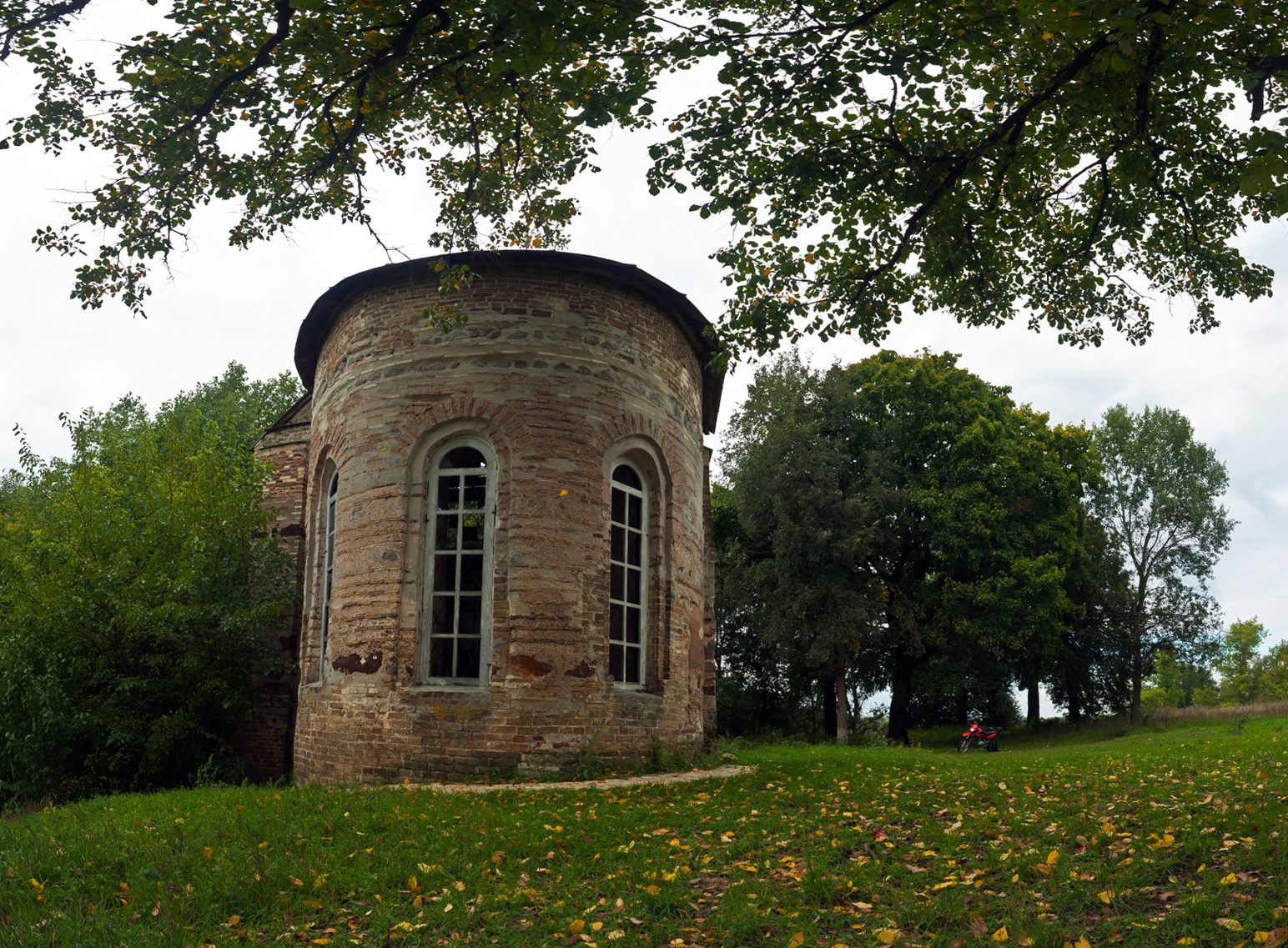
Юрьева божница в Остре, единственное сохранившееся каменное строение времён Переяславского княжества

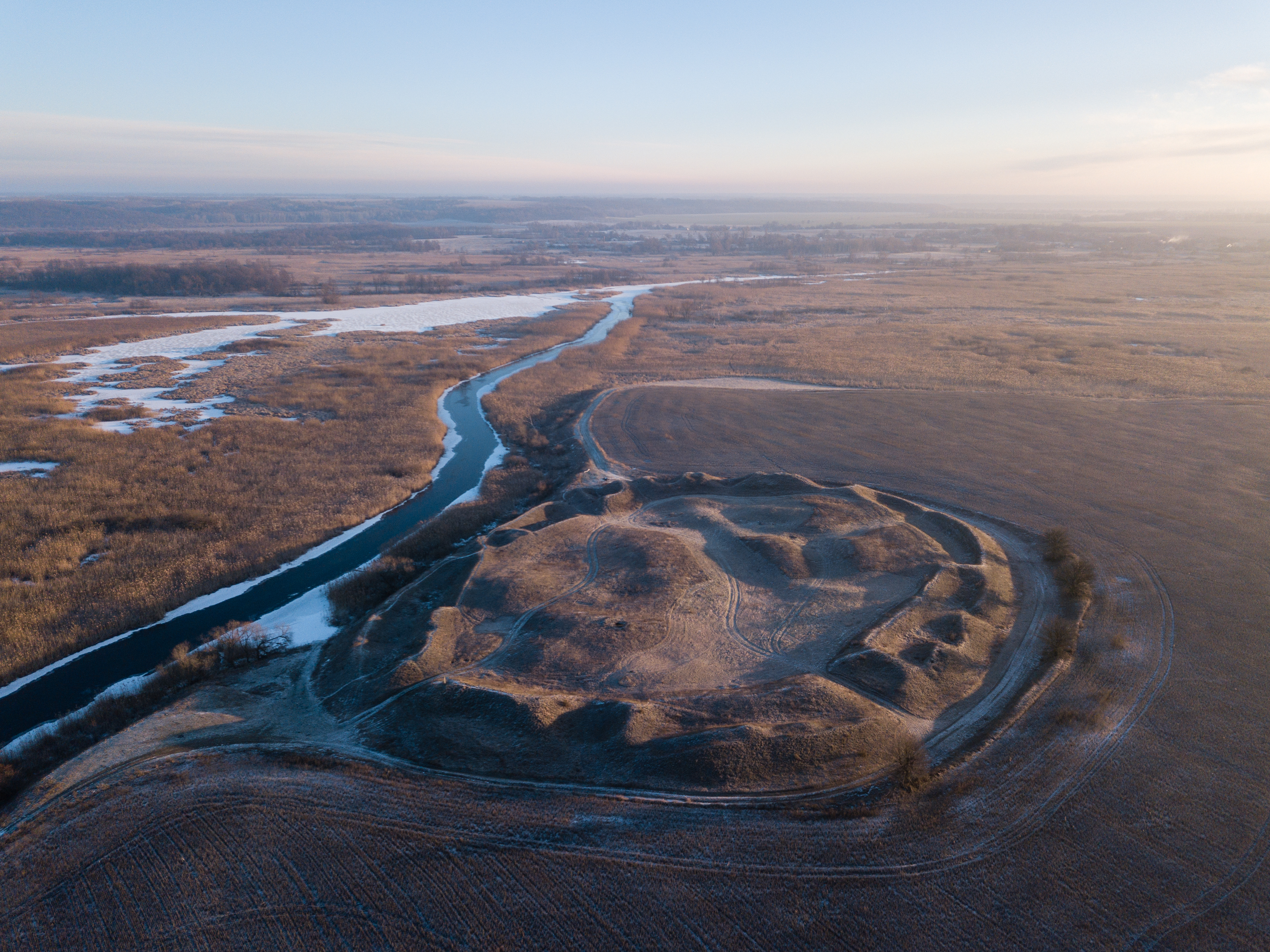
Городище крепости Полкостень

По различным версиям, в Переяславле мог княжить Глеб Святославич из Ольговичей в 1190—1194 или в 1210—1212 годах. Во всяком случае, город был захвачен Всеволодом Чермным в 1206 году, а затем Рюриком Ростиславичем. Об обстоятельствах возвращения Переяславля под власть суздальских князей неизвестно, но это случилось не позднее 1213 года.
3 марта 1239 года Переяславль был взят монголами. В конце 1245 года современники отмечают Переяславль под властью Золотой Орды.
На рубеже XIII—XIV веков Переяславль вошёл в состав владений новгород-северского князя Ивана Дмитриевича.
В 1363 году после начала «великой замятни» в Орде и победы Ольгерда над тремя ордынскими князьями северного Причерноморья в битве на Синих Водах Переяславль, как и вся Южная Русь, оказался в составе Великого княжества Литовского и Русского. До появления в Переяславле казачества в XV—XVI вв. сведения о состоянии бывшего Переяславского княжества крайне скудны.

## Список князей переяславских
- Всеволод Ярославич (1054—1073)
- Ростислав Всеволодович (1078—1093)
- Святослав Владимирович (1113—1114)
- Изяслав Мстиславич (1133)
- Вячеслав Владимирович (1134)
- Юрий Владимирович Долгорукий (повторно) (1135)
- Андрей Владимирович Добрый (1135—1141)
- Изяслав Мстиславич (повторно) (1141—1146)
- Мстислав Изяславич (1146—1149)
- Ростислав Юрьевич (1149—1151)
- Мстислав Изяславич (повторно) (1151—1154)
- Глеб Юрьевич (1154—1169)
- Владимир Глебович (1169—1187)
- Ярослав Мстиславич Красный (1187—1199)
- Ярослав Всеволодович (1200—1206)
- Михаил Всеволодович (1206)
- Владимир Рюрикович (1206—?)
- Глеб Святославич? (1210—1212)
- Владимир Всеволодович (1213—1215)
- Всеволод Константинович (1227)
- Святослав Всеволодович (1228—?[13])